# Dendrocalamus elegans
Dendrocalamus elegans là một loài thực vật có hoa trong họ Hòa thảo. Loài này được (Ridl.) Holttum mô tả khoa học đầu tiên năm 1947.